# Escuela historicista alemana de economía
La escuela historicista alemana de economía o escuela histórica alemana de economía (en alemán: Historische Schule der Nationalökonomie) fue una escuela de pensamiento histórico y económico iniciada en el siglo xix, principalmente formada por alemanes, que argumentó que el estudio de la historia es la principal fuente de conocimiento sobre las acciones humanas y las cuestiones económicas, dado que la economía depende de la cultura y no se pueden tomar una y otra separadas en el espacio o en el tiempo. Así, la escuela alemana rechazó la idea de que las «leyes» o teoremas económicos podían ser tomados como universalmente válidos. Marcó las ciencias sociales en lengua alemana alrededor de un siglo, entre 1850 y 1950, y tuvo una fuerte influencia no solo en Alemania, sino también en otros países de su órbita económica como Austria, Hungría y Suiza, extendiéndose también al Reino Unido y Estados Unidos.
Abordó numerosas cuestiones de la economía, como la teoría del valor o la naturaleza del interés, pero se ocupó, en especial, de problemas prácticos, caso de la incipiente cuestión social. Sus representantes intentaron realizar una ciencia práctica y encontrar soluciones para los problemas de su tiempo. En términos doxográficos, se distinguieron por la crítica de la teoría clásica y pueden considerarse precursores directos de la economía institucional. Además, dio lugar a dos debates enriquecedores en el mundo académico germanófono: la disputa del método de economía política (alemán: Methodenstreit der Nationalökonomie), en la que se discutió sobre la necesidad y la utilidad de la investigación inductiva y deductiva; y la disputa del juicio de valor, en torno a la cuestión de cómo podía y debía ser la economía normativa. 

## Doctrina
La escuela histórica intentó anclar sus hipótesis en la realidad. Para ello, era necesario afianzar los propios estudios mediante sondeos empíricos, o bien recurrir a los conocimientos de la ciencia histórica (alemán: Geschichtswissenschaft). Dado que todas las leyes de desarrollo así elaboradas dependen de su contexto en el espacio y el tiempo, no son de aplicación universal; sin embargo, es posible trazar varias «etapas de desarrollo», similares a pesar de su distancia espacial o temporal.
La economía, para esta escuela, es una ciencia dedicada al análisis riguroso de la realidad, y no a la deducción de teoremas de acuerdo con la lógica. Sus representantes veían el desarrollo del conocimiento económico como resultado de estudios empíricos e históricos rigurosos, en lugar de basarse sobre desarrollos intelectuales o teóricos autorreferenciales. En consecuencia, se preferían estudios sobre la realidad social en toda su complejidad, incluyendo aspectos históricos, psicológicos, legales y éticos; además de políticos y económicos, en lugar de buscar la creación de modelos matemáticos. Estas ideas se oponían a las de la economía clásica, basada en el análisis individualista, utilitario y determinista.
En general, sus integrantes defendían una concepción básica común: entender todos los sucesos vitales como hechos históricos. Las personas no están solo motivadas a actuar por interés propio, sino también por otros factores culturales. Puesto que la cultura cambia y la economía se ocupa de las personas, solo puede ser una ciencia social (alemán: Sozialwissenschaft), no una ciencia natural (alemán: Naturwissenschaft), como la entendían los clásicos. Entonces, su objetivo no era comprender y registrar las leyes naturales de la economía, sino sistematizar y generalizar los datos históricos para concluir enunciados sostenibles a nivel empírico.
Max Weber les criticó el descuidado de ciertos problemas lógico-metodológicos elementales en su ensayo «Roscher y Knies y los problemas lógicos de la economía política histórica», apoyado sobre todo en la formación conceptual científica —contra la lógica emanática, propia de la dialéctica de Hegel— y en la separación entre «ciencias de leyes» (alemán: Gesetzeswissenschaften) y «ciencias de la realidad» (alemán: Wirklichkeitswissenschaften), teorizadas por los neokantianos de la escuela de Baden (Heinrich Rickert, Wilhelm Windelband, Emil Lask).

## Historia y desarrollo teórico
Además de sus influencias y precursores, la escuela historicista puede ser dividida en tres estadios o tendencias.

### Precursores
Friedrich List y Adam Müller prepararon, con su crítica de la economía política clásica, los postulados de escuela histórica. Defendían la idea de que no podía haber leyes económicas válidas universales; debía tenerse en cuenta siempre las circunstancias específicas, como el nivel de desarrollo de una economía.

### Primera generación (1848-1878)

#### Representantes
La primera generación o escuela histórica más antigua estaba compuesta por tres miembros principales: Wilhelm Georg Friedrich Roscher (1817-1894), su director; Bruno Hildebrand (1812-1878); y Karl Knies (1821-1898). Su actividad puede fecharse entre 1848, año en que Hildebrand publicó La economía política del presente y el futuro, y 1878, con el fallecimiento del mismo, síntoma de reemplazo generacional.
Su labor cobró especial ímpetu durante las décadas de 1850 a 1870, cuando Roscher comenzó los cinco volúmenes de su manual Sistema de la economía nacional, Knies escribió el grueso de su obra —en especial La estadística como ciencia independiente (1850), La política económica desde la perspectiva del método histórico (1853) y Sobre la doctrina del transporte de mercancías económico nacional, el dinero y el crédito (1862)—, y Hildebrand realizó sus estudios estadísticos sobre el estado de Kurhessen (1853 y 1860), la antigua Italia (1861 y 1862), el cantón de Berna (1863) y Tubinga (2 vols., 1867-78).

#### Crítica de la economía clásica
Estos concordaban en su rechazo de la economía clásica; veían con gran escepticismo su pretensión de formular leyes naturales —es decir, independientes del tiempo y el espacio—. En particular, se oponían a la idea de una economía «ideal», erigida sobre la pluralidad de ideales y la diversidad del comportamiento humano. Así, para ellos, la economía política no era una ciencia natural, sino una ciencia social.
Roscher, principal representante de la escuela, quería explorar las condiciones económicas y las ideas de diferentes épocas y áreas geográficas. De esto —esperaba— se podría derivar, a través del análisis empírico, leyes del desarrollo que, aunque no fuesen adecuadas por sí para la previsión, podrían ayudar a comprender mejor los desarrollos actuales. Hildebrand incluso explicó que la economía era el núcleo de una teoría de la cultura en general.
Fruto de su actividad investigadora, se realizaron numerosos estudios detallados: desde el desarrollo de los talleres artesanales municipales hasta el surgimiento de sectores económicos al completo. También les corresponde el mérito de haber introducido en la economía política el concepto de cultura (alemán: Kultur) como factor de cambio.

### Segunda generación (1871-1917)

#### Representantes
Los representantes más conspicuos de la segunda generación o escuela histórica más joven fueron  Adolph Wagner (1835-1917); Gustav von Schmoller (1838-1917), figura central; Georg Friedrich Knapp (1842-1926); Lujo Brentano (1844-1931); y Karl Bücher (1847-1930). También se considera integrantes de esta a los prominentes defensores de la política social de Estado, como Étienne Laspeyres (1834-1913), estudiante de Roscher, y Wilhelm Lexis (1837-1914).
Los mayores, como Wagner o Schmoller, iniciaron sus trayectorias en la década de 1860, mientras que los más jóvenes, caso de Brentano o Bücher, lo harían en la siguiente. Su influencia empezó en ese decenio de 1870, coincidiendo con la proclamación del Imperio alemán y el avance de la cuestión social, para hacerse máxima en términos bibliográficos durante el de 1890. Tras esto, la escuela languidecería en vísperas de la Gran Guerra, cuyo impacto —junto a la subsecuente revolución— y los decesos de Schmoller y Wagner en 1917 terminarían por desintegrarla.
Esta escuela histórica más joven criticó a la precedente, sobre todo, por su impulso a la teoría. En su opinión, antes que intentar deducir leyes de desarrollo, debería ampliarse la base empírica. De esta manera, sus investigaciones también se extendieron en gran medida a estudios más detallados sobre el desarrollo económico.
El elemento unificador de los representantes de la segunda generación se encuentra, sobre todo, en su concepción del método, la sociedad y la economía. El Estado y la economía estatal tienen la tarea de perseguir objetivos macroeconómicos, en especial el bien común y llevar el sector privado a una acción moral. Consideraban el proceso económico como social-orgánico, evolutivo, y no como un ciclo eterno. Finalmente, incluían los intereses grupales y la investigación de las relaciones entre derecho y economía.

#### Crítica de la economía clásica
Los representantes de la escuela histórica siguieron un enfoque metodológico diferente a la economía clásica británica y, en consecuencia, se vieron como su opuesto. Las principales críticas a la economía política británica pueden resumirse como sigue.
Su primera objeción fue al enfoque individualista, punto de partida teórico e idea rectora de los economistas clásicos (Adam Smith, David Ricardo y James Mill). Si en ellos el individuo estaba en primer plano de la investigación, con sus necesidades individuales y su voluntad autónoma, Schmoller adoptó un enfoque orgánico: en un primer plano no estaba el individuo, sino la comunidad (alemán: Gemeinschaft), cuyas experiencias históricas se reflejaban en instituciones y órganos sociales que, a su vez, determinan el campo de acción del individuo. Así, la ética de la sociedad resultaría de las experiencias históricas de la vida comunitaria, y no de la referencia al beneficio del individuo.
En estrecha relación con ello, rechazaban el uso de términos abstractos como instrumento de análisis teórico; pues Schmoller era crítico con el método deductivo aplicado a las ciencias sociales.
En tercer lugar, la escuela histórica discrepaba con la clásica en torno al papel Estado. Esta última proclamaba el principio del liberalismo económico, mientras que los historicistas abogaban por una mayor responsabilidad estatal —no en vano, serían caricaturizados como «socialistas de cátedra» (véase abajo)—. Schmoller, en particular, se ocupó de las investigaciones con notable ahínco. Al interés propio —impulso clásico de la conducta humana—, añadió el deseo por actuar de manera ética, el reconocimiento, el miedo al castigo y las costumbres vitales; todas ellas manifestadas en las instituciones del derecho y la moral.

#### Compromiso social y debates
Para iluminar mejor las cuestiones sociales, los representantes y otros científicos comprometidos en el ámbito sociopolítico fundaron en 1872 la Asociación de Política Social (alemán: Verein für Socialpolitik). Esta fue escenario de grandes debates teóricos, como la disputa del método de la economía política (alemán: Methodenstreit der Nationalökonomie) y el debate de los juicios de valor (alemán: Werturteilsstreit).
En la disputa del método, la escuela historicista y Karl Lamprecht, asociado cercanamente, estuvieron involucrados con representantes de lo que llegaría a ser conocida como escuela austríaca, cuyas orientaciones eran más teóricas y apriorísticas.

### Discípulos
Tras la paulatina desaparición de los miembros de segunda generación, les sucedieron varios estudiantes que, más o menos críticos con su método, recogieron sus ideas básicas junto con otras influencias. Este fue el caso del algo anterior Georg Simmel (1858-1918), Werner Sombart (1863-1941), Max Weber (1864-1920), Franz Oppenheimer (1864-1943), Kurt Breysig (1866-1940), Alfred Vierkandt (1867-1953), Alfred Weber (1868-1958) e incluso el otro tanto posterior Leopold von Wiese (1876-1969). De ellos, se doctoraron en Berlín, entre 1881 y 1902, todos menos Vierkandt; este y Max Weber fueron los dos únicos que no se consideraron de manera explícita alumnos de Gustav von Schmoller.

## Socialismo de cátedra
La mayoría de los miembros de la escuela fueron también, políticos sociales (alemán: Sozialpolitiker) o «socializantes»; es decir, estaban preocupados por la reforma social y mejorar las condiciones para el hombre común durante un período de rápida y profunda industrialización. En consecuencia, han sido denominados despectivamente «Kathedersozialisten» o «socialistas de cátedra» (compárese con 'revolucionario de sillón'), debido a su condición de profesores universitarios.
Los representantes de la escuela histórica más joven fueron con frecuencia activos. Pensaban que su tarea consistía en, compometidos con la ética, asesorar para la resolución de problemas políticos y, sobre todo, sociales. Atribuían muchos de estos problemas a efectos secundarios de la economía de mercado y exigían la intervención en el mercado. La libertad, etcétera, era necesaria, pero no suficiente para conseguir el bienestar. Además, debía haber un Estado que pudiera corregir efectos no deseados, como los procesos de concentración industrial o la creciente desigualdad de riqueza. Este punto de vista tuvo una influencia considerable en la configuración de la economía social de mercado en Alemania después de 1945.

## Citas y referencias
1. ↑  Como había afirmado Adam Smith:

But man has almost constant occasion for the help of his brethren, and it is in vain for him to expect it from their benevolence only. He will be more likely to prevail if he can interest their self-love in his favour, and show them that it is for their own advantage to do for him what he requires of them. Whoever offers to another a bargain of any kind, proposes to do this. Give me that which I want, and you shall have this which you want, is the meaning of every such offer; and it is in this manner that we obtain from one another the far greater part of those good offices which we stand in need of. It is not from the benevolence of the butcher, the brewer, or the baker that we expect our dinner, but from their regard to their own interest. We address ourselves, not to their humanity but to their self-love, and never talk to them of our own necessities but of their advantages.
An inquiry into the nature and causes of the wealth of nations (1776), libro I, capítulo 2.
2. ↑  Max Weber, «Roscher und Knies und die logischen Probleme der historischen Nationalökonomie». Publicado en tres partes: «I. Roschers historische Methode», Jahrbuch für Gesetzgebung, Verwaltung und Volkswirtschaft im Deutschen Reich, vol. 27, n.º 4 (1903), pp. 1-41; «II. Knies und das Irrationalitätsproblem», ibid., vol. 29, n.º 4 (1905), pp. 89-150; y «II. Knies und das Irrationalitätsproblem (Fortsetzung)», ibid., vol. 30, n.º 1 (1906), pp. 81-120.
3. ↑  Shionoya, Yuichi. (2005). The Soul of the German Historical School Springer, p 1.
4. ↑  Fonseca Gl. Friedrich List, 1789-1846. New School.
5. ↑  Gerhard Stavenhagen, Geschichte der Wirtschaftstheorie (4.ª ed.), Gotinga, Vandenhoeck & Ruprecht, 1969, pp. 191 y 195.
6. ↑  Bruno Hildebrand, Die Nationalökonomie der Gegenwart und Zukunft, vol. 1, Fráncfort del Meno, J. Rütten, 1848.
7. ↑  Wilhelm F. G. Rosch, System der Volkswirthschaft: ein Hand- und Lesebuch für Geschäftsmänner und Studierende, 5 vols., Stuttgart, Cotta, 1854-94.
8. ↑  Karl Knies, Die Statistik als selbständige Wissenschaft (Kassel, 1850); Die politische Ökonomie vom Standpunkt der geschichtlichen Methode (Braunschweig, 1853; reeditado en 1883); Zur Lehre vom volkswirtschaftlichen Güterverkehr, vom Geld, und vom Kredit (Friburgo, 1862); además de sus trabajos sobre el dinero y la moneda: Das Geld (Berlín, 1873), Weltgeld und Weltmünze (Berlín, 1874) y Der Kredit (Berlín, 1879).
9. ↑  Bruno Hildebrand, Statistische Mittheilungen über die volkswirtschaftlichen Zustände Kurhessens (Berlín, 1853); Die Kurhessische Finanz Verwaltung (Kassel, 1860); Untersuchungen über die Bevölkerung des alten Italiens (Berna, 1861); De antiquissimae agri romani distributionis fide (Jena, 1862); Beiträge zur Statistik des Kantons Bern (Berna, 1863); y Statistik Thüringens (2 vols., Jena, 1867-1878).
10. ↑  La sociobiología aún no se había establecido entonces como una disciplina científica propia.
11. ↑  Hellmut Wollmann, «Surgimiento y ruptura de la sociología alemanaː entre el Imperio, la República y el régimen nazi», Barataria, vol. 18 (2014), pp. 29-43, aquí p. 31.
12. ↑   TL tropes: Revolucionario de sillón